# Laissé inachevé à Tokyo
Laissé inachevé à Tokyo est un court métrage français réalisé par Olivier Assayas, sorti en 1982.

## Synopsis
Entre Tokyo et Paris, entre la réalité et la fiction, une fausse histoire d'espionnage, mais une vraie histoire de décalage horaire.
Selon le critique de la revue Bref Donald James :  « Ce troisième – mais premier “vrai” – court métrage situé dans un Japon entièrement reconstitué, est un thriller qui relève tout à la fois de la série B, du Nouveau Roman, d’un exotisme déconstruit, d’un esprit glamour et d’un graphisme branché. Un casting hybride (László Szabó, Pascal Aubier, Arielle Dombasle, Benoît Ferreux) entoure Elli Medeiros, figure centrale du film qui incarne une romancière et un pion dans un jeu d’espionnage, de retour du Japon et se trouvant entraînée dans d’étranges affaires. »

## Fiche technique
- Titre : Laissé inachevé à Tokyo
- Réalisation : Olivier Assayas
- Scénario : Olivier Assayas
- Photographie : Denis Lenoir
- Montage : Luc Barnier
- Pays d'origine :  France
- Format : Noir et Blanc - Mono
- Durée : 22 minutes
- Date de sortie : 1982

## Distribution
- Elli Medeiros
- László Szabó : Laszlo
- Benoît Ferreux : Vincent
- Pascal Aubier
- Arielle Dombasle : Sophie